# 재키 톤

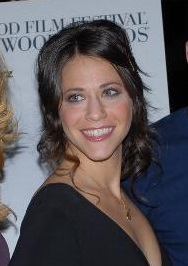

재키 톤(Jackie Tohn, 1980년 8월 24일 ~ )은 미국의 배우, 싱어송라이터, 작곡가, 가수, 연극 배우, 텔레비전 배우, 영화배우이다.
뉴욕에서 태어났다.

## 방송
- 글로우 : 레슬링 여인천하

## 영화
- 어 퓨틸 & 스투피드 제스처 (2018년)
- 기동순찰대 (2017년)
- 배드 루미스 (2015년)
- 리턴 투 슬리퍼웨이 캠프 (2008년)
- 포스탈 (2007년)
- 아메리칸 아이돌 (2002년)
- 주까? 마까! (2002년)
- 듀스 와일드 (2002년)
- 더 낸니 (1993년) - 프란신 역